# رزیتا علی‌پور
رزیتا علیپور (زادهٔ ۱۵ تیر ۱۳۶۸ در قائمشهر)، کاراته‌کار ایرانی است.
وی در وزن ۶۱ کیلوگرم کومیته مسابقه می‌دهد. او در بازی‌های همبستگی کشورهای اسلامی ۲۰۱۷ و بازی‌های آسیایی ۲۰۱۸ به مدال نقره دست یافت.
او همچنین در مسابقات لیگ جهانی کاراته ۲۰۱۹ که در مسکو برگزار شد، موفق به کسب مدال طلا شد.

## افتخارات
سال ۲۰۱۳ مدال طلای لیگ جهانی
سال ۲۰۱۳ مدال طلای مسابقات آسیایی
سال ۲۰۱۴ مدال نقره مسابقات دانشجویان جهان
سال ۲۰۱۵ مدال طلای جام باشگاه‌های آسیا
سال ۲۰۱۵ مدال طلای مسابقات جایزه بزرگ امارات
سال ۲۰۱۷ مدال نقره مسابقات کشورهای اسلامی